# Režim virtuální 8086
Režim virtuální 8086 (též virtual 8086 mode, virtual real mode, V86-mode nebo VM86) je v informatice označení pro technologii obsaženou v 32bitových procesorech Intel 80386 a novějších (tj. IA-32). Umožňuje v 32bitovém režimu nativně provádět 16bitové strojové instrukce, čímž je zajištěna zpětná kompatibilita s 16bitovým režimem starších procesorů používaných v IBM PC kompatibilních počítačích (tj. Intel 8086 až Intel 80286). Tato hardwarově zajištěná zpětná kompatibilita umožňuje v novějších 32bitových systémech (Windows NT, Linux) při existenci příslušné infrastruktury (ve Windows označované NTVDM) vedle sebe spouštět jak 32bitové programy, tak 16bitové programy.

## Popis funkce
V operační paměti je vytvořen prostor 1 MiB, ve kterém je adresováno pomocí segmentu a ofsetu (tzv. segmentace paměti) stejně, jako je tomu v reálném režimu 16bitových procesorů Intel. Adresa však podléhá stránkování, jak je tomu obvyklé v chráněném 32bitovém režimu procesorů IA-32.